# Robo Warrior
Robo Warrior (爆撃機キング?, Bonbā Kingu, Bomber King) è un videogioco d'azione con elementi rompicapo sviluppato da Hudson Soft nel 1987. Distribuito in America settentrionale nel 1988 da Jaleco, il gioco è considerato uno spin-off della serie Bomberman. La versione per MSX è stata pubblicata con il titolo Bomber King.

## Trama
(RoboWarrior)
Il cyborg ZED (Z-type Earth Defence) è stato riattivato per difendere il pianeta artificiale Altile dall'invasione dell'impero di Xantho che lo ha trasformato in una landa desolata spegnendo il dispositivo di controllo meteo del pianeta. La missione finale di ZED è quella di farsi strada fino alla capitale ed eliminare il signore degli Xantho, Xur.

## Modalità di gioco
Le armi principali di ZED sono un laser a lungo raggio ma dalla potenza limitata e delle bombe dall'altissimo potenziale distruttivo ma molto pericolose anche per lo stesso cyborg, oltre a queste vi sono numerosi potenziamenti acquisibili durante la partita. Il gioco, con vista dall'alto, si sviluppa da sinistra verso destra. Per procedere, ZED dovrà bombardare i blocchi lungo il percorso evitando i nemici volanti oltre a quelli terrestri. Un'altra limitazione posta è l'energia del cyborg che non è infinita, ma si consumerà con il trascorrere del tempo. In molti livelli l'unico requisito per il completamento sarà quello di sopravvivere fino al termine dove è situata la chiave, in altri invece si dovrà recuperare un calice durante il percorso, altrimenti il livello non terminerà ma continuerà in loop. Esistono inoltre numerosi livelli in cui è necessario dotarsi di candela o lampada in quanto oscuri come le numerose grotte sparse per i livelli (chiamati periodi).

### Tipi di periodo
- Periodi normali: Il periodo non è oscuro e non continuerà all'infinito, l'unico requisito per completarlo sarà entrare in possesso della chiave che apre l'uscita.
- Periodi infiniti: Oltre alla chiave si dovrà recuperare anche un calice, nascosto lungo il periodo, altrimenti il livello si replicherà senza fine.
- Periodi oscuri: Il periodo è buio e l'unico modo per poterlo completare è quello di avere una lampada (che illumina l'intero livello) oppure una candela (che illumina solo la zona prossima a ZED).

### Potenziamenti e tesori
- Tesori
  - Super Bomba: Il numero di bombe in possesso di ZED aumenterà di 10 unità.
  - Batteria: Riempirà circa 1/3 della barra energetica.
  - Sfera del potere: Aumenterà la capacità di fuoco di 1 livello.
  - Barriera: Per 15 secondi ZED sarà invincibile.
  - Ape Magica: O Hudson Bee (simbolo della casa produttrice) aumenterà casualmente il potere speciale del cyborg di 1.
  - Medaglia: Il denaro di Altile.
  - Calice: Rende il periodo completabile.
  - Chiave: Apre l'uscita del periodo.
  - Blocchi di stella: Raffiguranti da 1 a 4 stelle faranno aumentare il punteggio totale, più ve ne sono raffigurate più saranno preziose.
- Poteri Speciali
  - Candela: Illumina temporaneamente la zona vicina a ZED.
  - Capsula di energia: Ripristina l'energia di ZED, equivale a 4 contenitori.
  - Orologio: I nemici verranno immobilizzati per 10 secondi.
  - Super Stivali: Per 10 secondi la velocità di movimento di ZED aumenterà.
  - Missile: Distruggerà tutti i blocchi ed i nemici lungo la sua traiettoria. Efficace anche contro i Boss.
  - Fulmine: Tutti i nemici sullo schermo verranno distrutti.
  - Croce di fuoco: Per 35 secondi ZED sparerà in tutte e 4 le direzioni
- Super Poteri
  - Salvagente: ZED galleggerà in acqua per 20 secondi.
  - Lampada: Lo schermo buio sarà completamente illuminato.
  - Bomba Megaton: L'arma più potente di ZED, distruggerà tutti i blocchi ed i nemici sullo schermo. Efficace anche contro i Boss.

### Periodi
- Il confine: Periodo iniziale del gioco, uno dei luoghi più spettacolari di tutto l'universo.
  - 1-1, Negozio
- Le rovine: Le rovine di Altile si stagliano lungo il paesaggio.
  - 2-1, 2-2, Negozio
- Le terre dei templi: Una volta la regione più importante di Altile.
  - 3-1, 3-2, Boss, Negozio
- Le colline di ferro: Queste colline un tempo erano ricche e prosperose.
  - 4-1, 4-2, 4-3, Negozio
- Intellicon: Il polo tecnologico del pianeta Altile.
  - 5-1, 5-2, Boss
- Oceania: Un tempo una terra ricca di mari e fiumi.
  - 6-1, 6-2, 6-3, Boss
- La periferia: La periferia della capitale di Altile, Regency.
  - 7-1, 7-2, Boss, 7-4, Boss, Negozio
- Regency: L'antica capitale di Altile e odierna dimora di Xur.
  - 8-1, 8-2, 8-3, Boss, Boss finale

### Boss
- Globula: Il signore delle amebe, attaccherà rilasciando dei suoi piccoli cloni per lo schermo. La Croce di fuoco ed il Fulmine in questa battaglia sono oggetti estremamente utili ma non indispensabili.
- Viripides: Il signore dei draghi emerge dal pozzo dove risiede ed attacca ZED con il suo micidiale alito infuocato oltre che con dei potentissimi fulmini. Il Fulmine, di cui ne occorrono circa 20 per eliminarlo, sarà utilissimo in caso si decida un attacco frontale con le bombe è indispensabile fare ricorso ai Super Stivali.
- Aquarian: Il signore dell'acqua. In pratica un acquario gigante che emetterà dei pirana per lo schermo, il metodo più veloce per eliminarlo è colpirlo con 6 missili.
- Lian: Signore dell'aria, ha le sembianze di una chimera che volerà dentro e fuori dallo schermo sopra un lago rendendo molto difficili gli attacchi. I missili sono indispensabili per finirlo.
- Pyrodyne: Il signore del fuoco, simile ad Aquarian ma di segno opposto, ha i suoi stessi punti deboli.
- Gholem: Signore della terra, uno dei boss più potenti del gioco (se non il più potente) attaccherà lanciando verso ZED numerosi massi ad altissima velocità quasi impossibili da schivare. Per avere la meglio occorrerà fare ricorso a tutto il proprio arsenale di Missili e Bombe Megaton.
- Xur: Il signore degli Xantho e boss finale di questo videogioco, simile in tutto e per tutto ad Aquarian e Pyrodyne sarà facilmente messo K.O. da una raffica di Missili, Fulmini o anche Bombe Megaton.

## Sviluppo
- Ideazione: Hiroshi Ohta
- Produzione: M9 Team
- Disegnatore del gioco: Tokuhiro Takemori
- Programmatori: Toshiyuki Sasagawa, Hiroyuki Okada
- Disegnatori dei caratteri: T. Yamamoto, Kouji Matsuura, Tomomi Wajima, Mio Kuwabara
- Musiche: Uhei Inoh, Kinoko Kunimoto
- Sound designer: Toshiaki Takimoto
- Development adviser: Kenji Nakashima, Toshiharu Ura
- Altre collaborazioni: Motchi, Kinnoji, Lu Iwabuchi, Happy Matsunaga